# OpiumRoz
OpiumRoz (in russo ОпиумRoz?) è il primo album in studio del gruppo musicale femminile russo Serebro, pubblicato nel 2009.

## Tracce
1. Dirty Kiss – 4:42
2. Dyshi – 4:30
3. Mi vzletaem – 7:37
4. Never Be Good – 3:15
5. Opium – 3:44
6. Pyl' angelov – 3:31
7. Skaži, ne molči – 3:44
8. Song #1 – 3:01
9. Sound Sleep – 5:11
10. Under Pressure – 4:35
11. What's Your Problem – 3:34

## Formazione
- Elena Temnikova
- Marina Lizorkina
- Ol'ga Serjabkina